# Sesamoides interrupta
Sesamoides interrupta är en resedaväxtart som först beskrevs av Alexandre Boreau, och fick sitt nu gällande namn av G. López González. Sesamoides interrupta ingår i släktet stjärnresedor, och familjen resedaväxter. Utöver nominatformen finns också underarten S. i. gayana.